# Mette-Marit, Thái tử phi Na Uy
Mette-Marit của Na Uy (tiếng Na Uy: Mette-Marit av Norge; sinh ngày 19 tháng 08 năm 1973), nhũ danh Mette-Marit Tjessem Høiby, là vợ của Thái tử Haakon, người thừa kế ngai vàng của Vương quốc Na Uy.
Cô là một thường dân Na Uy và một người mẹ độc thân với một quá khứ nổi loạn, cô là một nhân vật gây nhiều tranh cãi tại thời điểm đính hôn với Thái tử Haakon trong năm 2000. Cô đã trở thành Thái tử phi của Na Uy khi kết hôn với Thái tử Na Uy vào năm 2001. Sau khi kết hôn cô đã tham gia vào các cuộc đấu tranh cho nhân quyền, nghệ thuật các chương trình nhân đạo, cũng như tham gia vào các chuyến thăm chính thức trong và ngoài nước, trong đó có đến Việt Nam vào năm 2014 cùng với chồng và các con.

## Liên kết
- Official biography in English
- Palace reacts to lies about Marius from the newspaper Aftenposten.
- German magazines have been reprimanded by the national press committee Lưu trữ ngày 26 tháng 5 năm 2009 tại Wayback Machine A collection of information and links on a homepage.